# Podocarpus madagascariensis
Podocarpus madagascariensis är en barrträdart som beskrevs av John Gilbert Baker. Podocarpus madagascariensis ingår i släktet Podocarpus och familjen Podocarpaceae. IUCN kategoriserar arten globalt som livskraftig.

## Underarter
Arten delas in i följande underarter:
- P. m. madagascariensis
- P. m. procerus
- P. m. rotundus